# Antictenia torta
Antictenia torta är en fjärilsart som beskrevs av Louis Beethoven Prout 1921. Antictenia torta ingår i släktet Antictenia och familjen mätare. Inga underarter finns listade i Catalogue of Life.